# Ekaterina Benois
Ekaterina Nikolaïevna Benois-Lanceray (en russe : Екатерина Николаевна Бенуа-Лансере ; née en 1850 à Saint-Pétersbourg et décédée en 1933 à Léningrad) est une artiste russe.
Elle est la fille de Nicolas Benois et de son épouse, née Camilla Albertovna Cavos fille d'Alberto Cavos.

## Biographie
Elle suit des cours de dessin auprès de Pavel Tchistiakov. Elle travaille l'aquarelle et la peinture à l'huile. En 1874, elle épouse le sculpteur Eugène Lanceray. En 1876, le couple se rend à Paris. Elle est en Italie et à Vienne en 1902-1903, puis elle vit à Paris en 1905-1906 avec sa fille Zinaïda. À partir de décembre 1920, elle va vivre à Petrograd.